# Fachinformationsdienst Philosophie

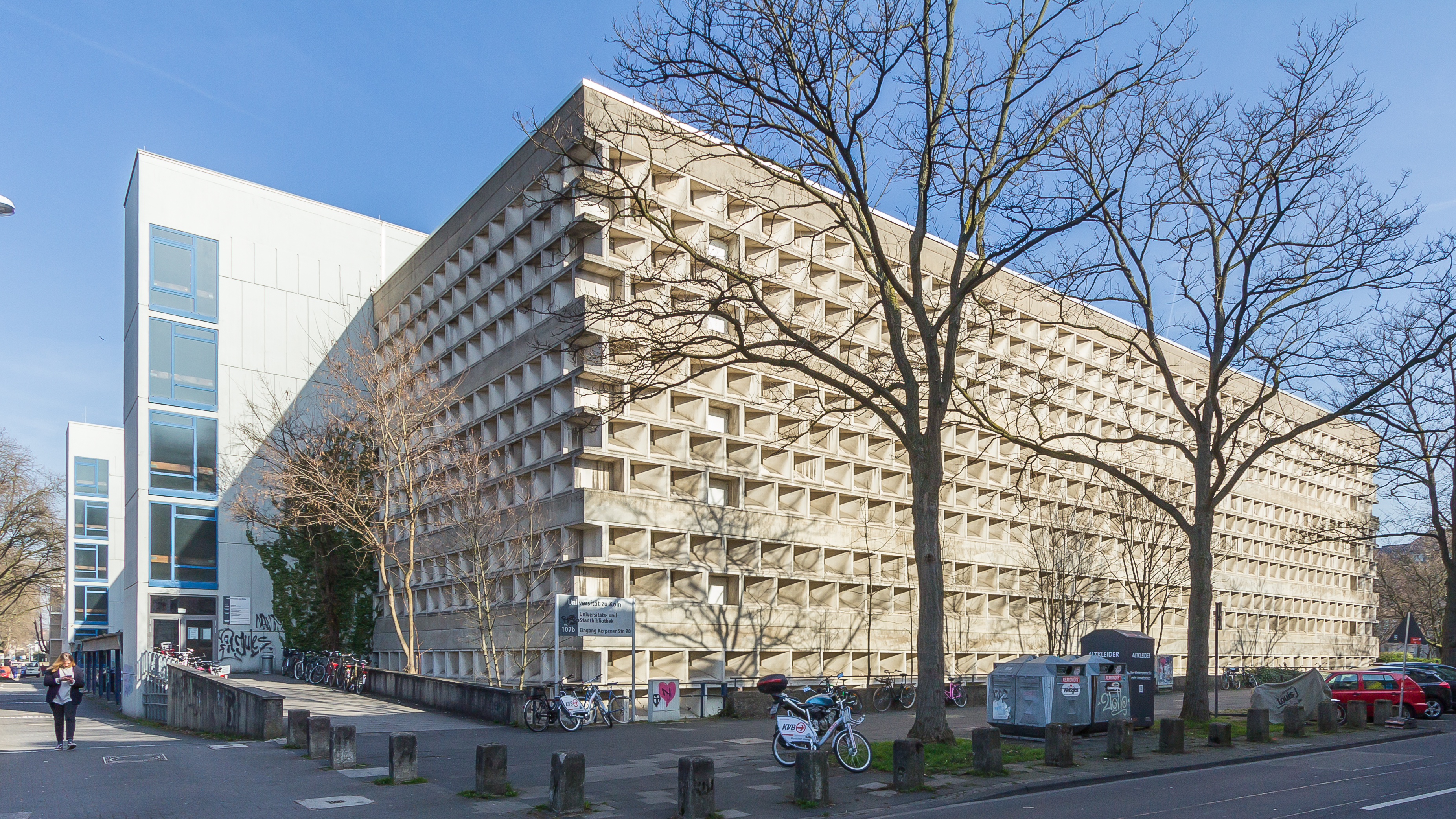
Sitz des FID in der Stadt- und Universitätsbibliothek Köln

Der Fachinformationsdienst (FID) Philosophie hat seinen Sitz in Köln. Er ist ein Fachinformationsdienst für die Wissenschaft als Gemeinschaftsprojekt der Universität- und Stadtbibliothek Köln (USB) mit dem Thomas-Institut sowie dem Cologne Center of eHumanities (CCeH) zur Philosophie. Der von der Deutschen Forschungsgemeinschaft geförderte Fachinformationsdienst nahm 2018 seine Tätigkeit als Nachfolger des ehemaligen Sondersammelgebiets Philosophie (SSG Philosophie) Erlangen-Nürnberg auf. Der FID bietet neben einer Rechercheplattform für philosophische Fachliteratur Zugriff auf elektronische Volltexte und Digitalisate (u. a. Information Philosophie), Informationen zum Forschungsdatenmanagement, die Möglichkeit zum medienneutralen Publizieren sowie einen digitalen Handapparat von Open-Source-Anwendungen an.

## Geschichte der Fachinformationsdienste
Die Fachinformationsdienste in Deutschland sind eng mit der Entwicklung der Informationsinfrastrukturen für die Wissenschaft verbunden. Hervorgegangen sind sie aus 1949 etablierten Sondersammelgebieten die mehr als 60 Jahre von der Deutschen Forschungsgemeinschaft gefördert wurden. Im Zuge der digitalen Transformation und des damit in Verbindung stehenden Medienwandels, der veränderte Anforderungen an die bestehenden Informationsinfrastrukturen mit sich brachte, überführte die DFG das Förderprogramm der Sondersammelgebiete zwischen 2013 und 2015 in das der Fachinformationsdienste. Im Jahr 2014 trat das neue Förderprogramm „Fachinformationsdienste für die Wissenschaft“ in Kraft.

## Geschichte und Beschreibung

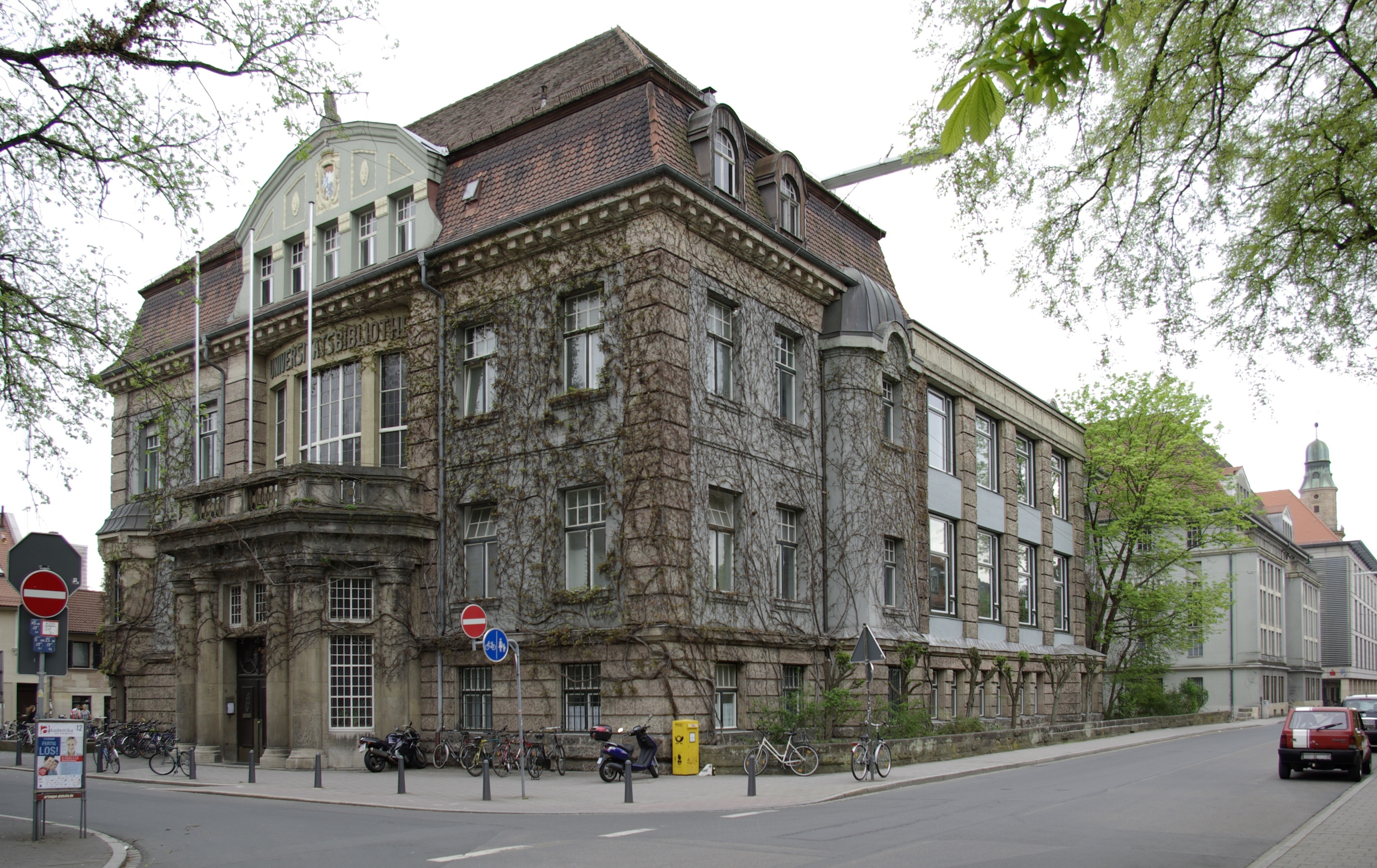
Die Universitätsbibliothek der Friedrich-Alexander-Universität Erlangen-Nürnberg beheimatete das ehemalige Sondersammelgebiet Philosophie

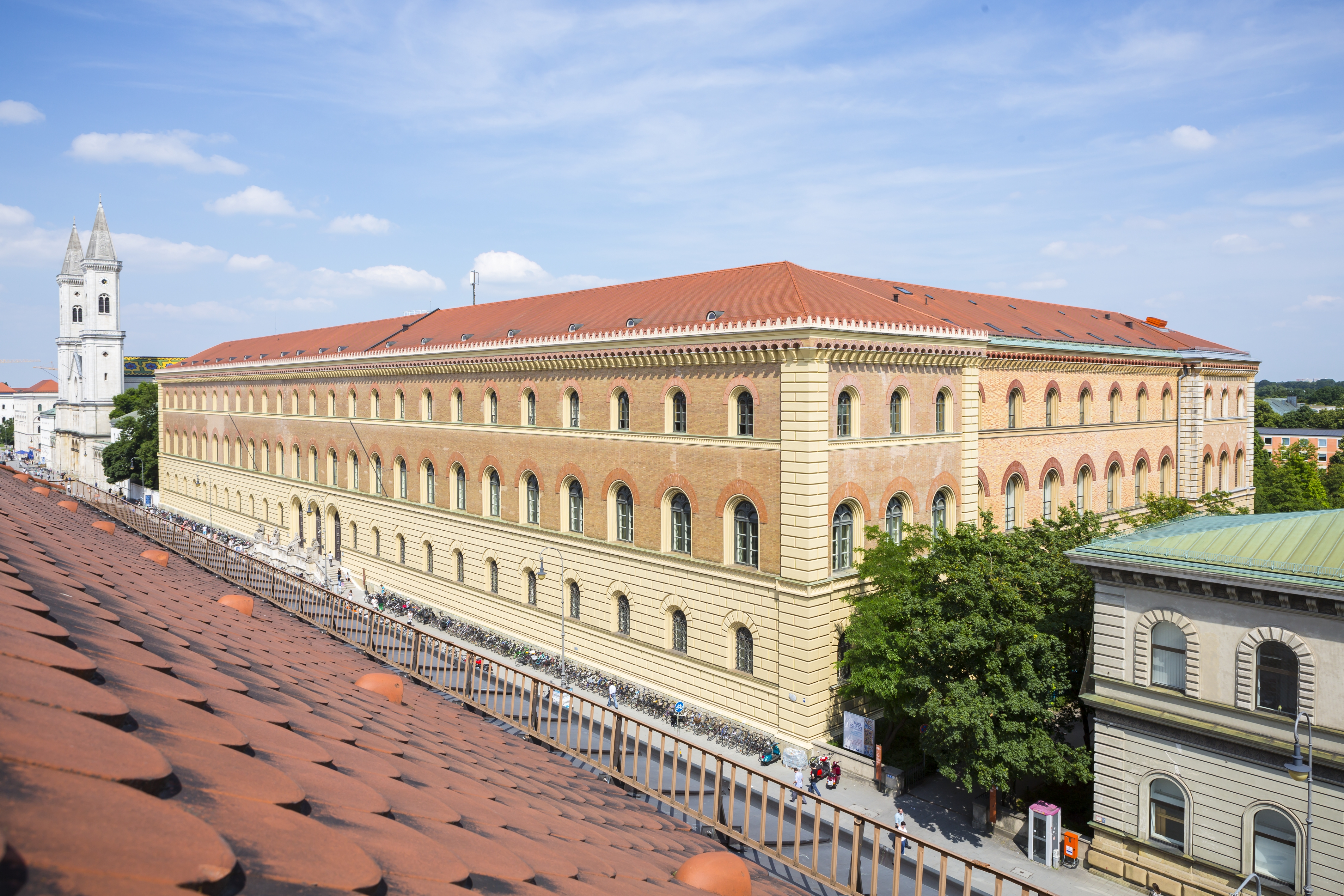
Die Bayerische Staatsbibliothek (BSB) übernahm den Bestandsaufbau nach Auslaufen des SSG Philosophie im Jahr 2013

Ursprünglich entstand der Fachinformationsdienst Philosophie nicht als direkter Nachfolger des ehemaligen SSG Philosophie, das von 1949 bis 2013 von der Universitätsbibliothek Erlangen-Nürnberg betreut wurde. Das SSG sammelte Veröffentlichungen aus dem In- und Ausland, insbesondere im Bereich der Westlichen Philosophie des 18. und 19. Jahrhunderts. Nicht zum Sammelauftrag gehörten Bereiche wie die außereuropäische Philosophie sowie die Geschichts-, Rechts-, politische, Religions- und Kunstphilosophie. Ab Mitte 2007 wurde am Standort Erlangen-Nürnberg zusätzlich die von DFG geförderten virtuelle Fachbibliothek „Sophikon“ aufgebaut, um eine Recherche in verschiedenen Bibliothekskatalogen, der Aufsatzdatenbank „OnlineContents“ (OLC) Philosophie und anderen fachrelevanten Internetquellen zu ermöglichen.
Im Jahr 2013 stellte die UB Erlangen-Nürnberg zwar einen entsprechenden Antrag für die Umwandlung des SSG Philosophie in den FID Philosophie, der von der DFG jedoch nicht bewilligt wurde. Ein weiterer Versuch wurde daraufhin nicht mehr unternommen. Mit dem Auslaufen der DFG-Förderung für das SSG Philosophie Ende 2013 übernahm die Bayerische Staatsbibliothek (BSB) den Bestandsaufbau mit finanzieller Unterstützung der Carl Friedrich von Siemens Stiftung.
Im Zuge der bewilligten Antragsstellung durch die DFG wurde der FID Philosophie an der Universitäts- und Stadtbibliothek Köln, ab dem Jahr 2018, als zweiter FID neben dem FID Soziologie (SocioHub), aufgebaut. Projektpartner der USB Köln sind neben Thomas-Institut der Universität zu Köln, die deutschlandweit eines größten der philosophischen Seminare beherbergt, auch das Cologne Center for eHumanities (CCeH), welches das Projekt vorwiegend in methodischer und technischer Hinsicht unterstützt. Der FID Philosophie wird mit Hubertus Neuhausen (USB) und Andreas Speer (Thomas-Institut) von einer zweiköpfigen Projektleitung betreut. Eingegliedert ist der FID im Dezernat „Forschungs- und Publikationsunterstützung“ (Dezernat 6) der USB Köln, unter der operativen Leitung von Ralf Depping. Mit dem PhilPortal ging das offizielle Fachportal des FIDs im Juni 2022 online.
Begleitet wird die Arbeit des FID von einem achtköpfigen wissenschaftlichen Beirat, der die Fortschritte des Projekts überwacht und eine beratende Funktion einnimmt. Somit trägt der Beirat zur Qualitätssicherung des Projekts bei und gibt Impulse für dessen strategische Entwicklung.
Innerhalb der AG FID ist der FID Philosophie in den UAGs Elektronisches Publizieren, Forschungsdaten, Lizenzierung, Öffentlichkeitsarbeit und Technische Infrastrukturen sowie den Netzwerken Künste und Kultur, Philologien und Semantische Infrastrukturen vertreten.

## Themen- und Fachgebiete
Die Aufgabe des FID Philosophie ist es, den Spitzenbedarf innerhalb der deutschsprachigen Fachdisziplin Philosophie systematisch abzudecken. Die Angebote und Services des FID Philosophie orientieren sich an den Bedarfen der Fachcommunity und werden in enger Abstimmung mit dieser entwickelt. Um die Bedürfnisse der Fachcommunity kontinuierlich zu erfassen und das Serviceangebot entsprechend weiterzuentwickeln, erhebt der FID Philosophie regelmäßig sowohl qualitative als auch quantitative Daten. Im Zuge der Projektarbeit werden dabei folgende Schwerpunkte adressiert:

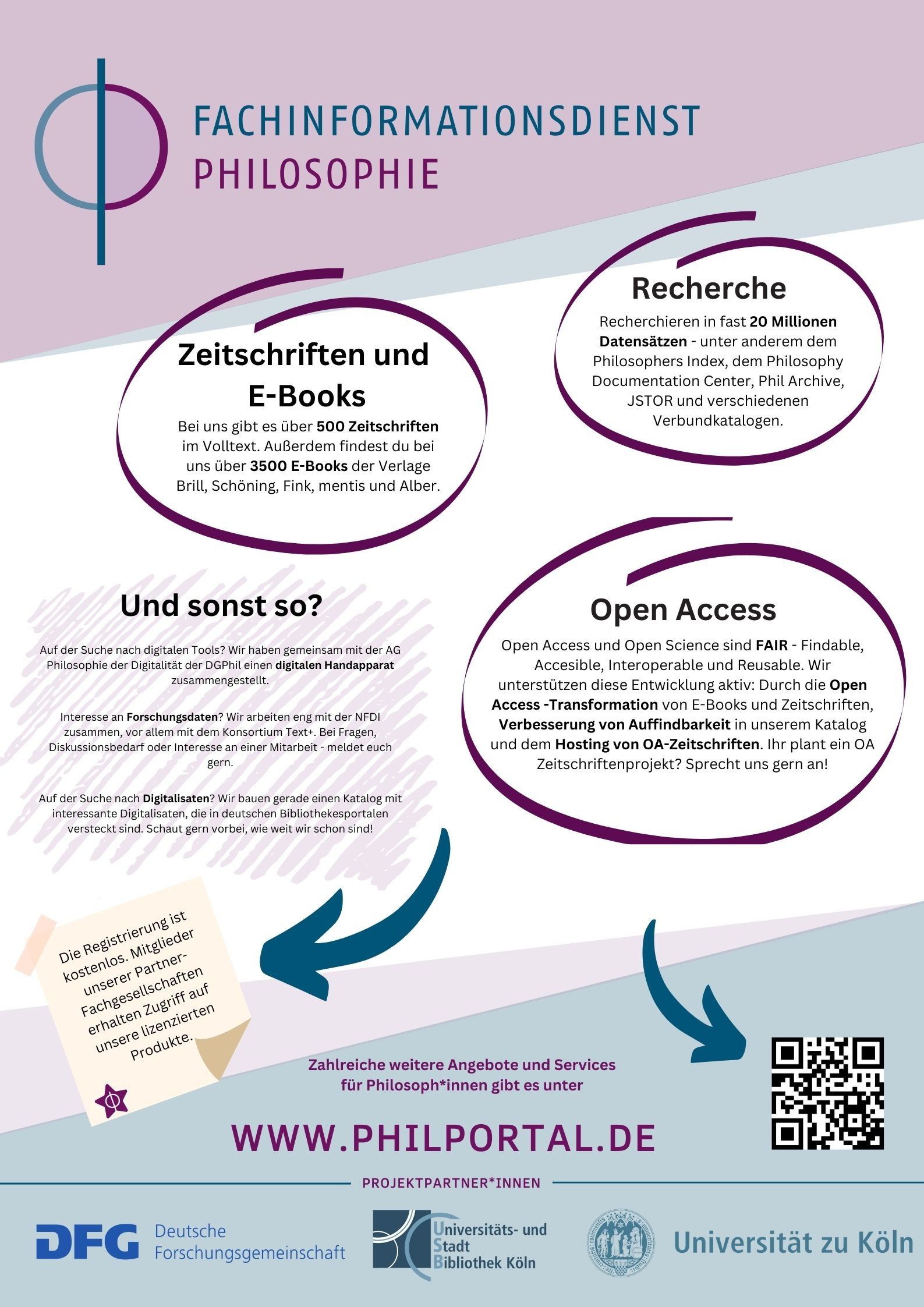
Digitales Poster des FID Philosophie

### Recherche und Volltexte
Das Kernelement des FID Philosophie stellt der Rechercheeinstieg innerhalb des PhilPortals dar, der unter anderem aus den Inhalten des Philosopher’s Index, des Philosophy Documentation Centers, des PhilArchives, JSTORs und verschiedener Verbundkataloge mit Zugriff auf über 500 Zeitschriften im Volltext besteht. Weiterhin stehen angemeldeten Nutzern über 3000 E-Books der Verlage Brill, Schöningh, Fink, mentis, Nomos, Transcript, Logos und Alber zur Verfügung. Auch im Bereich der Retrodigitalisierung ist der FID aktiv. Die Datenquellen werden ständig erweitert. Das erklärte Ziel ist es, den in den letzten Jahre in Gang gesetzten Paradigmenwechsel in der Literaturversorgung zu unterstützen.

### Journal Hosting
Der FID unterstützt interessierte Wissenschaftler bei der Einrichtung oder dem Umzug von Open Access Journals im Open Journal Systems (OJS). Dieser Dienst soll in Zukunft weiter ausgebaut werden und den Nutzenden die Vorteile eines medienneutralen Publikationsparadigmas liefern. Hierfür greift der FID auf die vom Bundesministerium für Bildung und Forschung (BMBF) geförderte Open-Source-Lösung „Open Source Academic Publishing Suite“ (OS-APS) zurück. Aktuell werden bereits die „Philosophischen Symposien der DFG“ gehostet, die es sich zum Ziel gesetzt haben, auf spezifische Probleme der akademischen Philosophie im deutschsprachigen Raum zu reagieren. Im Bereich der Erforschung von Philosophie und Digitalität wurden die Zeitschriften "Philosophy & Digitality" und "Philosophy of AI" gegründet.

### Forschungsdatenmanagement
Die Fachinformationsdienste beschäftigen sich zunehmend mit Forschungsdaten, einschließlich ihrer Verwaltung, Auffindbarkeit und Archivierung. Sie fungieren als Brücke zwischen Fachbereichen sowie den eigens dafür angebotenen Infrastrukturen und streben eine enge Zusammenarbeit im Rahmen der nationalen Forschungsdateninfrastruktur an: Aus diesem Grund kooperiert der FID Philosophie mit den Konsortien der Nationalen Forschungsdateninfrastruktur e. V. (NFDI), organisiert Workshops und arbeitet an der Sichtbarkeit von Forschungsdaten in bibliothekarischen Nachweissystemen. Hierbei ist vor allem die Zusammenarbeit mit dem NFDI-Konsortium Text+ und die gemeinsame Arbeit in der Editions Registry zu nennen.

## Inhalte und Medien
Der FID Philosophie verfolgt eine strikte E-Only-Policy sowie eine Open-Access-Preferred-Policy. Neben Texten werden auch Metadaten sowie Lizenzen zu audiovisuellen Materialien zugänglich gemacht. Somit werden ausschließlich digitale Objekte lizenziert oder analoge Quellen ins Digitale transformiert.
Technisch basieren alle erschlossenen Inhalte auf der webbasierten Software easydb zur Verwaltung digitaler Medieninhalte. Diese bildet unter anderem die Grundlage für die virtuelle E-Book-Galerie des Portals. Außerdem stellt der FID Philosophie eine Sammlung digitaler Tools für die Lehre und Forschung bereit. Kuratiert wird dieser digitale Handapparat gemeinsam mit der AG Philosophie der Digitalität, die an die Deutsche Gesellschaft für Philosophie e.V. (DGPhil) angeschlossen ist.

## Kooperationspartner
Einen wesentlichen Faktor für die Weiterentwicklung des Fachinformationsdiensts stellt die Kooperation mit den deutschsprachigen, philosophischen Fachgesellschaften, Fachinformationsdiensten, Konsortien der Nationalen Nationale Forschungsdateninfrastruktur sowie weiteren externen wissenschaftlichen Institutionen dar. Zusätzlich gelten die Fachreferate der deutschsprachig Philosophie als Resonanzraum für die in der Fachcommunity aufkommenden Bedarfe hinsichtlich der erforderlichen Informationsinfrastruktur.
Fachgesellschaften
- Deutsche Gesellschaft für Philosophie (DGPhil)
- Gesellschaft für analytische Philosophie (GAP)
- Gesellschaft für Philosophie des Mittelalters und der Renaissance (GPMR)
- Deutsche Gesellschaft für phänomenologische Forschung (DGPF)
- Deutsche Gesellschaft für Ästhetik (DGÄ)
- German Society for Philosophy of Science (GWP)
- Deutsche Gesellschaft für französischsprachige Philosophie e. V.

Fachinformationsdienste
- Fachinformationsdienst Allgemeine und Vergleichende Literaturwissenschaft, Universitätsbibliothek Frankfurt am Main
- Fachinformationsdienst Jüdische Studien, Universitätsbibliothek Frankfurt am Main
- Fachinformationsdienst Nahost-, Nordafrika- und Islamstudien, Universitäts- und Landesbibliothek Sachsen-Anhalt
- Fachinformationsdienst Soziologie (SocioHub), Universität- und Stadtbibliothek Köln
- Fachinformationsdienst Theologie, Universitätsbibliothek Tübingen

Konsortien der Nationalen Forschungsdateninfrastruktur
- Text+
- NFDI4Culture

Weitere Institutionen
- The Open Commons of Phenomenology (OPHEN)
- AG philosophischer Editionen (AGphE)
- OCR4all, Zentrum für Philologie und Digitalität (ZPD)